# 무경칠서
무경칠서(武經七書, 영어: Seven Military Classics)는 중국 병법의 고전으로 여기는 7종의 병법서를 가리킨다.

## 목록
- 손자병법(孫子兵法) - 대체로 속임수로 승부, 단기전에 적합(약자가 선호)
- 오자병법(吳子兵法) - 대체로 정공법으로 승부, 중장기전에 적합(강자가 선호)
- 사마법(司馬法)
- 육도(六韜)
- 울요자(尉繚子)
- 삼략(三略)
- 이위공문대(李衛公問對)

## 같이 보기
- 사서오경(사서삼경)